# Michael Schwartz
Michael Schwartz (* 23. April 1963 in Recklinghausen) ist ein deutscher Historiker.

## Leben
Schwartz absolvierte von 1982 bis 1988 ein Studium der Geschichte und Katholischen Religionslehre an der Westfälischen Wilhelms-Universität (WWU) in Münster, das er mit der Ersten Staatsprüfung für die Lehrämter der Sekundarstufe I und II abschloss. Von 1983 bis 1987 war er Stipendiat der Studienstiftung des deutschen Volkes. Während des anschließenden Promotionsstudiums war er von 1989 bis 1992 Stipendiat der Stiftung Volkswagenwerk und wurde 1993 an der Universität Münster promoviert. Dort arbeitete er von 1993 bis 1994 als wissenschaftlicher Mitarbeiter am Lehrstuhl für Neuere und Neueste Geschichte bei Hans-Ulrich Thamer.
Seit 1994 ist Schwartz wissenschaftlicher Mitarbeiter am Institut für Zeitgeschichte München – Berlin (IfZ). Von 1998 bis 2001 war er Lehrbeauftragter an der Humboldt-Universität zu Berlin und der WWU Münster. 2001 habilitierte er sich mit einer Studie über Vertriebene und „Umsiedlerpolitik“ zu Integrationskonflikten in den deutschen Nachkriegsgesellschaften am Fachbereich Geschichte/Philosophie der WWU Münster. Seit 2007 ist er außerplanmäßiger Professor für Neuere und Neueste Geschichte am Historischen Seminar der WWU Münster.
Zu Schwartz’ Forschungsschwerpunkten gehören die Themenbereiche International vergleichende Geschichte der Eugenik und „Euthanasie“, Resistenz im NS-Staat, Vertriebenenpolitik in der SBZ/DDR, Geschichte der Sozialpolitik in Deutschland ab 1945, Geschichte ethnischer „Säuberungen“ im 19. und 20. Jahrhundert und die Geschichte der Sexualität in Deutschland von 1965 bis 2000.
Schwartz gehörte zwischen 2014 und 2018 der Steuerungsgruppe der Forschungsgruppe zur Geschichte der Innenministerien in Bonn und Ost-Berlin an – einem Projekt, das gemeinsam vom Institut für Zeitgeschichte München-Berlin und vom Zentrum für Zeithistorische Forschung Potsdam betrieben wurde.
Schwartz war von 2010 bis 2015 Mitglied des Wissenschaftlichen Beraterkreises der Stiftung Flucht, Vertreibung, Versöhnung. Seit 2012 ist er Mitglied und seit 2013 Vorsitzender des Fachbeirats der Bundesstiftung Magnus Hirschfeld.

## Publikationen (Auswahl)
- Sozialistische Eugenik. Eugenische Sozialtechnologien in Debatten und Politik der deutschen Sozialdemokratie 1890–1933 (= Politik- und Gesellschaftsgeschichte. Bd. 42). Dietz, Bonn 1995, ISBN 3-8012-4066-5.
- Vertriebene und „Umsiedlerpolitik“. Integrationskonflikte in den deutschen Nachkriegs-Gesellschaften und die Assimilationsstrategien in der SBZ/DDR 1945–1961 (= Quellen und Darstellungen zur Zeitgeschichte. Bd. 61), Oldenbourg, München 2004, ISBN 3-486-56845-0, urn:nbn:de:101:1-2016072814120 (Zugl.: Münster [Westfalen], Univ., Habil.-Schr., 2001).
- Funktionäre mit Vergangenheit. Das Gründungspräsidium des Bundes der Vertriebenen und das „Dritte Reich“. In Zusammenarbeit mit Michael Buddrus u. a. Oldenbourg, München 2013, ISBN 978-3-486-71626-9.
- Ethnische „Säuberungen“ in der Moderne. Globale Wechselwirkungen nationalistischer und rassistischer Gewaltpolitik im 19. und 20. Jahrhundert (= Quellen und Darstellungen zur Zeitgeschichte. Bd. 95). Oldenbourg, München 2013, ISBN 978-3-486-70425-9.
- Homosexuelle, Seilschaften, Verrat. Ein transnationales Stereotyp im 20. Jahrhundert (= Schriftenreihe der Vierteljahrshefte für Zeitgeschichte. Bd. 118). De Gruyter Oldenbourg, Berlin 2019, ISBN 978-3-11-063265-1.